# Bệnh Ménière
Bệnh Ménière (Ménière's disease - MD) là chứng rối loạn của tai trong, được đặc trưng bởi các giai đoạn cảm giác như thế giới đang quay tròn (chóng mặt), ù tai, mất thính giác và đầy tai. Thông thường chỉ có một tai bị ảnh hưởng, ít nhất là ban đầu; tuy nhiên, theo thời gian cả hai tai có thể cùng bị ảnh hưởng. Các giai đoạn bị ảnh hưởng thường kéo dài từ 20 phút đến vài giờ. Thời gian giữa các lần bị như thế khác nhau. Theo thời gian, mất thính lực và ù tai có thể trở thành vĩnh viễn.
Nguyên nhân gây ra bệnh Ménière không rõ ràng nhưng có khả năng liên quan đến cả yếu tố di truyền và môi trường. Một số lý thuyết tồn tại cho lý do tại sao nó xảy ra bao gồm co thắt trong mạch máu, nhiễm virus và phản ứng tự miễn dịch. Khoảng 10% trường hợp chạy trong gia đình. Các triệu chứng được cho là xảy ra do kết quả của sự gia tăng chất lỏng tích tụ trong tai trong. Chẩn đoán dựa trên các triệu chứng và thường là kiểm tra thính giác. Các điều kiện khác có thể tạo ra các triệu chứng tương tự bao gồm đau nửa đầu tiền đình và cơn thiếu máu não thoáng qua.
Hiện tại không có cách chữa bệnh này. Khi bị ảnh hưởng bệnh nhân thường được điều trị bằng thuốc để giúp giảm buồn nôn và lo lắng. Các biện pháp để ngăn chặn các các triệu chứng nói chung là không hỗ trợ được nhiều. Một chế độ ăn ít muối, thuốc lợi tiểu và corticosteroid có thể áp dụng. Vật lý trị liệu có thể giúp cân bằng và tư vấn có thể giúp đỡ với sự lo lắng. Tiêm vào tai hoặc phẫu thuật cũng có thể được thử nếu các biện pháp khác không hiệu quả nhưng có liên quan đến rủi ro. Việc sử dụng ống thông khí quản, trong khi phổ biến, không được hỗ trợ.
Bệnh Ménière lần đầu tiên được Prosper Ménière xác định vào đầu những năm 1800. Nó ảnh hưởng từ 0,3 đến 1,9 trên 1.000 người. Nó thường bắt đầu ở những người 40 đến 60 tuổi. Nữ giới thường bị ảnh hưởng nhiều hơn nam giới. Sau 5 đến 15 năm các triệu chứng, các giai đoạn của thế giới quay vòng thường dừng lại và người bệnh bị mất thăng bằng nhẹ, thính giác kém vừa phải trong tai và ù tai.